# FC Dinamo Almaty
FC Dinamo Almaty (Kazachs:  Динамо ФК Алматы, Dïnamo FK Almatı) is een Kazachse omnisportvereniging uit Almaty.
De vereniging, waar onder andere voetbal, hockey, turnen, waterpolo, worstelen en bandy beoefend werden, is een van de oudste sportclubs van de voormalige Kazachse SSR: ze werd al opgericht in 1937 onder de naam Dinamo Alma-Ata.

## Voetbal
De voetbaltak van de vereniging heette FK Dinamo Alma-Ata (Russisch ФК Динамо Алма-Ата). Waar stadgenoot Qayrat FK Almatı in de Sovjettijd de absolute nummer één van het land was (de club speelde 24 seizoenen in de Sovjet Top Liga, de hoogste voetbalafdeling), deed FK Dinamo Alma-Ata jaarlijks mee in de competitie van de Kazachse SSR, op dat moment het derde niveau in de USSR en werd zelfs zes maal kampioen van deze competitie, waarbij echter aangetekend dient te worden dat uitgerekend in de sterkste periode van de club de competitie zes jaar lang stil lag vanwege de Tweede Wereldoorlog. Daarenboven won de club ook nog zes Kazachse bekers en wist zij ook diverse malen op te klimmen naar de Pierwaja Liga (eerste divisie, het tweede niveau in de USSR) en daar zelfs tweemaal het vicekampioenschap voor zich op te eisen. Tot promotie naar de Sovjet Top Liga is het helaas nooit gekomen.
In 1954 werd stadgenoot FK Lokomotiv Alma-Ata, een specifieke voetbalvereniging, die - zoals gemeld - zeer succesvol was, opgericht. Het voetbal genoot in de jaren 50 grote populariteit, zodat er steeds nieuwe clubs die zich uitsluitend op voetbal richtten, werden opgericht in Alma-Ata (zoals Stroitel Alma-Ata en Spartak Alma-Ata 
|- Het gevolg was dat de voetbaltak van Dinamo wegkwijnde en ten slotte formeel ophield te bestaan.
Toen Kazachstan in 1991 onafhankelijk werd en de eerste Kazachse competitie  van start ging, werd de voetbaltak van de vereniging nieuw leven ingeblazen onder de naam Dïnamo FK Alma-Ata (Kazachs Динамо ФК Алма-Ата). In het kader van de spreiding van het voetbal over de jonge republiek koos de Kazachse voetbalbond voor slechts één vertegenwoordiger uit de toenmalige hoofdstad Alma-Ata, namelijk Qayrat FK Alma-Ata. Dïnamo FK Alma-Ata nam deel aan een van de regionale competities en wist in 1993 de felbegeerde promotie naar de Premjer-Liga af te dwingen. Het optreden daarin zou slechts één jaar duren, want Dïnamo werd 18e en degradeerde meteen weer; wel werd in dat jaar de halve finale van de beker bereikt. Omdat Alma-Ata in 1994 een nieuwe naam kreeg, veranderde ook de club van naam: Dïnamo FK Almatı. Na enkele jaren in de Pervoj-Liga te hebben doorgebracht verdween de club geruisloos naar lagere niveaus. 

#### Erelijst
- Vicekampioen van de Sovjet Pierwaja Liega

1947, 1948.
- Kampioen van de Kazachse SSR

1937, 1938, 1946, 1949, 1954, 1955
- Bekerwinnaar van de Kazachse SSR

1936, 1938, 1939, 1940, 1951, 1954

## Historie in dePremjer-Liga
| Jaar | Competitie   | Prestatie                                                                        | (Naam)             |
| ---- | ------------ | -------------------------------------------------------------------------------- | ------------------ |
| 1992 | Topdivisie   |                                                                                  |                    |
| 1993 | Topdivisie   | 9de plaats in voorrondegroep B, 18de (6de) in de degradatiegroep en gedegradeerd | Dïnamo FK Alma-Ata |
| 1994 | Topdivisie   |                                                                                  |                    |
| 1995 | Topdivisie   |                                                                                  |                    |
| 1996 | Topdivisie   |                                                                                  |                    |
| 1997 | Topdivisie   |                                                                                  |                    |
| 1998 | Topdivisie   |                                                                                  |                    |
| 1999 | Topdivisie   |                                                                                  |                    |
| 2000 | Topdivisie   |                                                                                  |                    |
| 2001 | Topdivisie   |                                                                                  |                    |
| 2002 | Superliga    |                                                                                  |                    |
| 2003 | Superliga    |                                                                                  |                    |
| 2004 | Superliga    |                                                                                  |                    |
| 2005 | Superliga    |                                                                                  |                    |
| 2006 | Superliga    |                                                                                  |                    |
| 2007 | Superliga    |                                                                                  |                    |
| 2008 | Premjer-Liga |                                                                                  |                    |
| 2009 | Premjer-Liga |                                                                                  |                    |
| 2010 | Premjer-Liga |                                                                                  |                    |
| 2011 | Premjer-Liga |                                                                                  |                    |
| 2012 | Premjer-Liga |                                                                                  |                    |
| 2013 | Premjer-Liga |                                                                                  |                    |

## Naamsveranderingen
Alle naamswijzigingen van de club op een rijtje:
| Jaar (Datum) | Nieuwe naam (Russisch: Nederlandse transcriptie) (Kazachs: Qaydar-transcriptie) | Nieuwe Russische naam (t/m 1991) | Nieuwe Kazachse naam (vanaf 1992) |
| ------------ | ------------------------------------------------------------------------------- | -------------------------------- | --------------------------------- |
| 1937         | FK Dinamo Alma-Ata                                                              | ФК Динамо Алма-Ата               |                                   |
| 1992         | Dïnamo FK Alma-Ata                                                              |                                  | Динамо ФК Алма-Ата                |
| 1994         | Dïnamo FK Almatı                                                                |                                  | Динамо ФК Алматы                  |

## Andere sporten

### Bandy
De heren van de bandy-tak werden in 1977 en 1990 landskampioen van de Sovjet-Unie en wonnen in 1978 de Europacup. Zij speelden hun wedstrijden op de bekende Medeo-schaatsbaan.

### Hockey
De hockeymannen van Dinamo Alma-Ata waren met afstand de succesvolste hockeyploeg van de hele Sovjet-Unie: ze waren vijftienvoudig landskampioen, viervoudig vice-landskampioen en vijfvoudig bekerwinnaar. In hun hele bestaan speelde de ploeg 612 wedstrijden, waarvan het er 421 won, 134 keer gelijk speelde en slechts 57 keer verloor. Daarnaast behaalde zij een doelsaldo van 1510 tegen 386. Op de Europacup I-toernooien van 1982 in Versailles en 1983 in Den Haag versloeg Dinamo Alma-Ata in de finale achtvoudig Nederlands landskampioen HC Klein Zwitserland. 

### Turnen
Winnaar van de bronzen medaille bij het polsstokhoogspringen op de Olympische Spelen van 1988 en winnaar van het goud bij de Europese indoorkampioenschappen in Den Haag in 1989 Grigori Jegorov was lid van Dinamo Alma-Ata, net als kunstturner Valerij Kjoekin.

### Waterpolo
De waterpoloërs bereikten in 1982 de finale van de LEN Euroleague (Europacup waterpolo), maar verloren nipt van het Duitse Wasserfreunde Spandau 04 uit Berlijn (10-7 en 6-10).

### Worstelen
Winnaars van het goud bij het Grieks-Romeins worstelen op de Olympische Spelen van 1980 Zjamil Serikov (bantamgewicht) en Anatolij Bykov (weltergewicht) waren leden van Dinamo Alma-Ata.
Premjer-Liga · 
birinşi lïgası ·
Beker van Kazachstan · 
Supercup van Kazachstan

Kazachse deelnemers aan de AFC-toernooien · 
Kazachse deelnemers aan de UEFA-toernooien

Kazachse voetbalbond · 
Kazachs voetbalelftal